# La Conduite d'une charrue
La Conduite d'une charrue (en espagnol : La conducción de un sillar ou La Obra — « Le Travail » — ou encore La conducción de una piedra — « La Conduite d'une pierre ») est une peinture que Francisco de Goya a réalisé pour la promenade des ducs d'Osuna en 1786-1787. Elle représente le travail physique des ouvriers pauvres. Cette préoccupation pour la classe ouvrière annonce autant le préromantisme qu’elle trahit la fréquentation par Goya des cercles des Lumières.

## Description du tableau
Comme le reste de la série, la toile prend pour motif une scène populaire. Le reste de la série comprend : Le Mât de cocagne, La Balançoire, La Chute, L'Attaque de la diligence, Procession de village et Apartado de toros.